# 里根縣 (德克薩斯州)
里根縣（英語：Reagan County）是美國德克薩斯州西部的一個縣。面積3,046平方公里。根據美國2000年人口普查，共有人口3,326人。縣治比格萊克（Big Lake）。
成立於1903年3月7日，縣政府成立於4月20日。本縣紀念美利堅邦聯郵政部長，後任眾議員、參議員的約翰·H·里根（John Henninger Reagan）。